# 2012 PZ17
2012 PZ17 – planetoida należąca do grupy Atena i zaliczana do obiektów bliskich Ziemi odkryta w 2012, jej średnica jest szacowana na pomiędzy 12 a 26 m.
12 sierpnia 2012 planetoida przeleciała w odległości 3 LD od Ziemi, poruszając się w stosunku do naszej planety z prędkością 3,56 km/s.